# Porcellionides cilicius
Porcellionides cilicius är en kräftdjursart som först beskrevs av Hans Strouhal.  Porcellionides cilicius ingår i släktet Porcellionides och familjen Porcellionidae. Utöver nominatformen finns också underarten P. c. antiochensis.